# Zeitschrift für Verkehrswissenschaft
Die im Jahr 1922 gegründete Zeitschrift für Verkehrswissenschaft (ZfV) veröffentlicht überwiegend Beiträge aus dem Bereich der Verkehrswirtschaft, in denen einzel- und gesamtwirtschaftliche Fragestellungen des Verkehrswesens auf Basis wirtschaftswissenschaftlicher Methoden untersucht werden.
Die Zeitschrift erscheint in deutscher Sprache, ist aber auch für englischsprachige Beiträge offen. Sie akzeptiert sowohl formale, modellhaft argumentierende Aufsätze als auch empirische Beiträge und institutionell ausgerichtete Artikel.
Die Zeitschrift für Verkehrswissenschaft hat sich, ihrem Namen entsprechend, schon immer primär als wissenschaftliche Zeitschrift verstanden. Das schließt natürlich nicht aus, dass auch Beiträge aus der Praxis Eingang finden, sofern in ihnen die wissenschaftliche Argumentation im Vordergrund steht. Die wissenschaftliche Qualität der Beiträge wird durch die Herausgeber und den Herausgeberbeirat einer ständigen Kontrolle unterzogen. Die Zeitschrift ist Peer-Reviewed.

## Herausgeber und Beirat

### Herausgeber
Die Zeitschrift für Verkehrswissenschaft wird federführend von Bernhard Wieland (TU Dresden) und Thorsten Beckers (TU Berlin) herausgegeben. Weitere Herausgeber sind: Herbert Baum (Universität Köln), Karl-Hans Hartwig (Universität Münster), Kay Mitusch (Karlsruher Institut für Technologie) und Kai Nagel (TU Berlin).

### Herausgeberbeirat
Weiterhin existiert für die Zeitschrift ein Herausgeberbeirat mit folgenden Mitgliedern:
- Gerd Aberle (Universität Gießen)
- Kay W. Axhausen (ETH Zürich)
- Johannes Bröcker (Universität Kiel)
- Astrid Gühnemann (University of Leeds)
- Hendrik Hassheider (Bundesministerium für Verkehr und digitale Infrastruktur (BMVI))
- Georg Hauger (TU Wien)
- Christian von Hirschhausen (TU Berlin)
- Günter Knieps (Universität Freiburg)
- Jürgen Kühling (Universität Regensburg)
- Gernot Liedtke (Karlsruher Institut für Technologie)
- Heike Link (DIW Berlin)
- Robert Malina (Universität Münster)
- Hans-Martin Niemeier (Hochschule Bremen)
- Werner Rothengatter (Karlsruher Institut für Technologie)
- Bernhard Schlag (TU Dresden)

### Ehemalige Mitglieder des Herausgeberbeirats
- Christian Kirchner † (Humboldt-Universität Berlin)

### Schriftleitung
Die Schriftleitung wird von den federführenden Herausgebern gemeinsam mit Christos Evangelinos (TU Dresden) und Martin Winter (TU Berlin) wahrgenommen.